# 卡萊尼
卡萊尼（Henri Caroine，1981年9月7日—），大溪地足球員，司任中場。目前效力當地頂級聯賽球隊AS龍隊。他於2012年入選國家隊，並隨隊參加大洋洲國家杯。2013年，他又參加了洲際國家盃，並在三場的分組賽中也取得上陣機會。